# 洛雷托 (內布拉斯加州)
洛雷托（英語：Loretto）是位於美國內布拉斯加州布恩縣的普查規定居民點。

## 歷史
洛雷托的郵局於1888年設立，其後於1971年停運。

## 人口
根據2020年美國人口普查的數據，洛雷托的面積為0.73平方千米，皆為陸地。當地共有人口50人，而人口密度為每平方千米68.49人。